# Димитрије Дамјановић
Димитрије Дамјановић (Будим, XVIII век) био је српски сликар и графичар школован у Бечу.

## Дело
Димитрије Дамјановић је студирао на Ликовној академији у Бечу од 1763. године. На графички одсек се уписао 1766. У списима Грачичке академије помиње се као један од њених оснивача.